# Hermann Zotenberg
Hermann Zotenberg, né le 26 janvier 1834 à Prausnitz, alors ville de la Silésie prussienne (aujourd'hui Prusice, en Pologne), mort le 2 juillet 1909 à Antibes, est un orientaliste et bibliothécaire français d'origine allemande.

## Éléments biographiques
Il fut conservateur au département des manuscrits orientaux de la Bibliothèque impériale, puis nationale, à Paris, de 1862 à 1895. 
En 1865, il fut l'un des quatre fondateurs, avec Paul Meyer, Gaston Paris et le Suisse Charles Morel, de la Revue critique d'histoire et de littérature (bulletins d'abord bimensuels, puis mensuels ; 1er numéro : 6 janvier 1866). Elle était inspirée de la revue de Leipzig Literarische Centralblatt (fondée en 1850). Mais Zotenberg quitta le comité de rédaction au bout de deux ans seulement. Nous lui devons la répartition des manuscrits des Mille et Une Nuits en deux branches : la syrienne et l'égyptienne (dite aussi « Recension égyptienne de Zotenberg » (ZER)),.

## Publications

### Auteur
- Manuscrits orientaux, catalogues des manuscrits hébreux et samaritains de la Bibliothèque impériale, Paris, Imprimerie impériale, 1866.
- Nouvelles inscriptions phéniciennes d'Égypte, Paris, Imprimerie impériale, 1868.
- Manuscrits orientaux, catalogues des manuscrits syriaques et sabéens (mandaïtes) de la Bibliothèque nationale, Paris, Imprimerie nationale, 1874.
- Invasions des Visigoths et des Arabes en France, Toulouse, impr. de P. Privat, 1876 (extrait du t. II de l'Histoire générale du Languedoc).
- Manuscrits orientaux, catalogue des manuscrits éthiopiens (gheez et amharique) de la Bibliothèque nationale, Paris, Imprimerie nationale, 1877.
- « Le Livre de Barlaam et Joasaph », Journal asiatique, 1885, p. 517-531.

### Éditeur scientifique
- (avec Paul Meyer) Barlaam und Josaphat von Gui de Cambrai, Bibliothek des litterarischen Vereins in Stuttgart, t. LXXV, Stuttgart, 1864.
- « Traduction arabe du Traité des corps flottants d'Archimède », Journal asiatique, 1879, p. 509-515.
- Chronique de Jean, évêque de Nikiou (texte éthiopien et traduction française), Paris, Imprimerie nationale, 1883.
- « L'Histoire de Gal'âd et Shîmâs », Journal asiatique, 1886, p. 97-123. .
- Histoire d'Alâ al-Dîn, ou La Lampe merveilleuse (texte arabe), Paris, Imprimerie nationale, 1888.
- Ghurar aḥbâr mulûk al-Fars wa-siyarihim / Histoire des rois de Perse, par Abu Mansur al-Tha'alibi (?) (texte arabe et traduction française), Paris, Imprimerie nationale, 1900.

### Traducteur
- Chronique d'Abou Djafar Mohammed ben Djarir ben Yezid Tabari, traduite sur la version persane d'Abou 'Ali Mohammed Bel'ami, d'après les mss. de Paris, Gotha, Londres et Canterbury, Paris, Imprimerie impériale, 1867-1874 (4 vol.).